# Нижма (река в Карелии)
Нижма — река в России, протекает по территории Амбарнского сельского поселения Лоухского района и Куземского сельского поселения Кемского района Республики Карелии. Длина реки — 26 км, площадь водосборного бассейна — 127 км².
Река берёт начало из Верхнего Нижемского озера на высоте 56,4 м над уровнем моря и далее течёт преимущественно в восточном направлении по заболоченной местности. В верхнем течении протекает через озёра Среднее- и Нижнее Нижемское.
Нижма в общей сложности имеет 24 малых притока суммарной длиной 56 км.
Впадает на высоте 0,2 м над уровнем моря в озеро Лисье, которое соединяется со Стойковской губой Белого моря.
Населённые пункты на реке отсутствуют.
Код объекта в государственном водном реестре — 02020000712102000002001.